# Monte Matto - Monte Malpasso
Monte Matto - Monte Malpasso este o arie protejată (arie specială de conservare — SAC, sit de importanță comunitară — SCI) din Italia întinsă pe o suprafață de 748 ha, integral pe uscat.

## Localizare
Centrul sitului Monte Matto - Monte Malpasso este situat la coordonatele 44°21′51″N 10°03′10″E / 44.364167°N 10.052778°E.

## Înființare
Situl Monte Matto - Monte Malpasso a fost declarat sit de importanță comunitară în iunie 1995 pentru a proteja 1 specie de plante și 6 specii de animale. Situl a fost protejat și ca arie specială de conservare în decembrie 2016.

## Biodiversitate
Situată în ecoregiunea continentală, aria protejată conține 9 habitate naturale: Pajiști boreale și alpine pe substrat silicios, Păduri de fag Luzulo-Fagetum, Izvoare petrifiante cu formare de travertin (Cratoneurion), Grohotișuri termofile și vest-mediteraneene, Pajiști uscate europene, Păduri aluvionare cu Alnus glutinosa și Fraxinus excelsior (Alno-Padion, Alnion incanae, Salicion albae), Liziere de ierburi înalte hidrofile de câmpie și de nivel montan până la alpin, Pante stâncoase silicioase cu vegetație casmofită, Pajiști alpine și boreale.
La baza desemnării sitului se află mai multe specii protejate:
- plante (1): Primula apennina
- păsări (6): acvilă de munte (Aquila chrysaetos), vânturel roșu (Falco tinnunculus), ciocârlie de pădure (Lullula arborea), mierlă de piatră (Monticola saxatilis), pietrar sur (Oenanthe oenanthe), Prunella collaris

Pe lângă speciile protejate, pe teritoriul sitului au mai fost identificate 7 specii de plante.